# Qau el-Kebir
Qau el-Kebir (altägyptisch dschu qa „hoher Berg“) ist ein Dorf am Ostufer des Nils, das sich etwa 45 km südlich von Asyut befindet. Dort liegt die Nekropole von Tjebu (griechisch Antaepolis), der antiken Hauptstadt des 10. oberägyptischen Gaues: Wadjit. Während in Qau el-Kebir Gräber aus allen Epochen der altägyptischen Geschichte entdeckt wurden, ist es vor allem für die Gräber der lokalen Gaufürsten des Mittleren Reiches bekannt.

## Forschungsgeschichte
Im Winter von 1905/1906 grub eine italienische Mission unter Ernesto Schiaparelli in Qau el-Kebir; 1913/1914 eine deutsche Mission (Hans Steckeweh, Georg Steindorff); 1923/1924 eine britische unter der Leitung von Flinders Petrie. Viele der Funde aus Qau el-Kebir befinden sich heute im Ägyptischen Museum Turin.

## Die Gaufürstengräber des Mittleren Reiches
Die vier Felsgräber von Qau el-Kebir sind die größten bekannten Privatgräber des Mittleren Reiches (siehe auch Asyut, Beni Hasan, Dair al-Berscha, Meir). Sie bestehen aus einem Taltempel, einem Aufweg, einem oberen Tempel sowie den eigentlichen Grabkammern. Das älteste Grab ist das des Ibu, der Gaufürst unter Amenemhet II. oder schon in den letzten Regierungsjahren Sesostris’ I. war. Sein Nachfolger war Wahka I., der ebenfalls unter Amenemhet II. Gaufürst war. Sein Nachfolger Nachti wurde im Grab des Wahka II. bestattet, der unter Sesostris II. oder Amenemhet III. diente. Auf Wahka II. folgte Sobekhotep, der das kleinste der vier Gräber besaß. Unter Amenemhet III. hörte man auf, Monumentalgräber in Qau el-Kebir anzulegen. Die nachfolgenden Gaufürsten sind lediglich durch Siegel bekannt. Die erhaltenen Felsgräber sind heute stark zerstört.
Aus dem Neuen Reich stammt das Grab des May, in dem noch die Reste seines Sarkophages fanden.

## Der ptolemäische Tempel

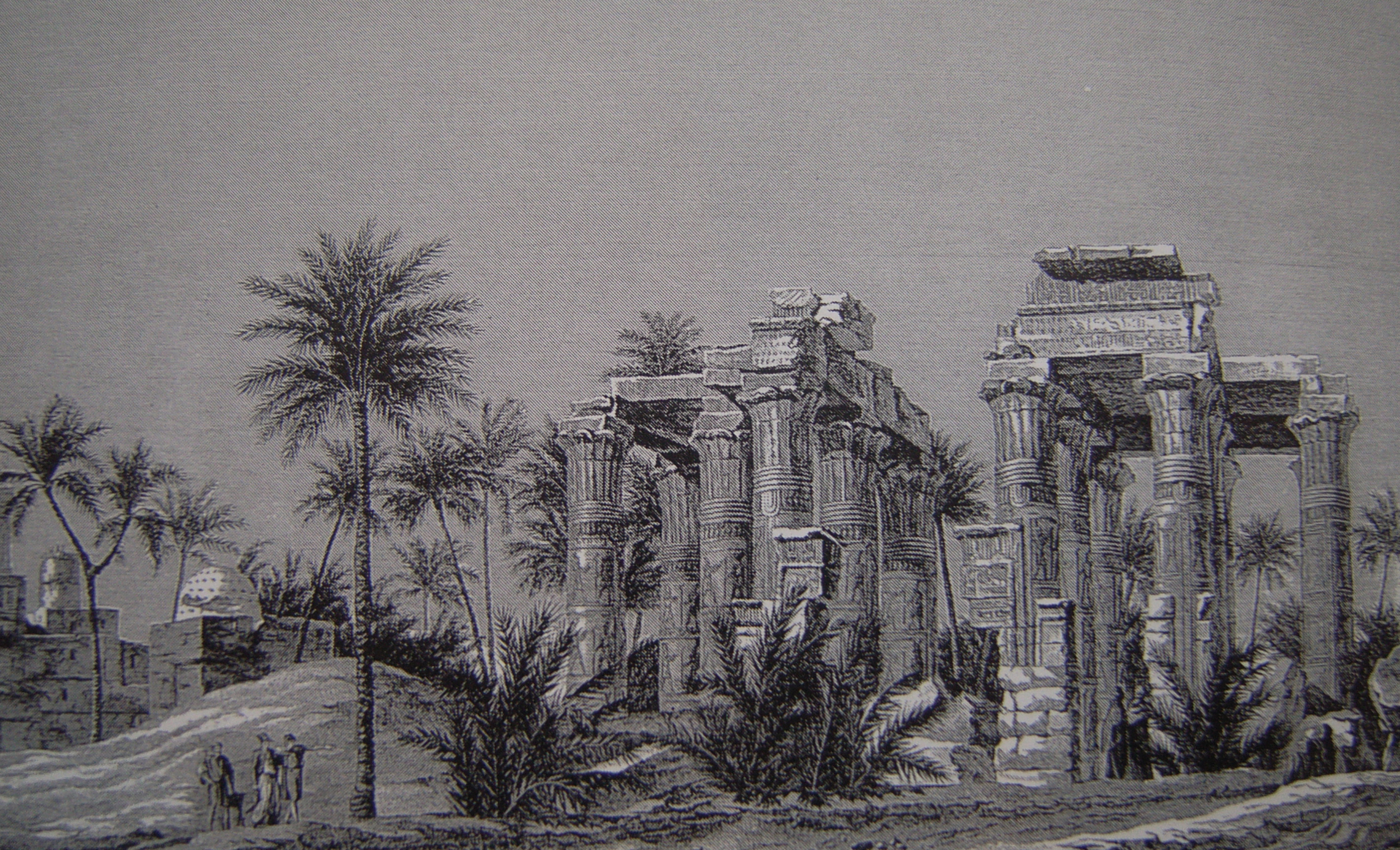
Der Tempel von Antaepolis

Ein Tempel für den lokalen Gott Nemti in Antaepolis wurde unter Ptolemaios IV. errichtet, unter Ptolemaios VI. um eine Vorhalle (Pronaos) erweitert und im Jahr 164 n. Chr. durch die Kaiser Mark Aurel und Lucius Verus renoviert. Die Ruinen waren in der Neuzeit noch erhalten, wurden aber am Anfang des 19. Jahrhunderts zur Steingewinnung abgebaut. Die verbleibenden Überreste wurden in den Jahren von 1813 bis 1821 von einer Flut weggespült. Vom ursprünglichen Erhaltungszustand des Tempels zeugen noch Stiche aus der Description de l’Égypte (siehe Abbildung).